# Danjoutin
Danjoutin (deutsch früher Damjustin) ist eine französische Gemeinde mit 3531 Einwohnern (Stand: 1. Januar 2022) im Territoire de Belfort in der Region Bourgogne-Franche-Comté. Sie gehört zum Arrondissement Belfort. Die Bewohner werden Danjoutinois und Danjoutinoises genannt.

## Geographie
Danjoutin liegt auf 349 m, etwa drei Kilometer südlich der Stadt Belfort (Luftlinie). Das Dorf erstreckt sich im Bereich der Burgundischen Pforte, in der breiten Talebene der Savoureuse und in der Mulde zwischen den Anhöhen von Bosmont im Süden und Fort des Basses Perches im Norden.

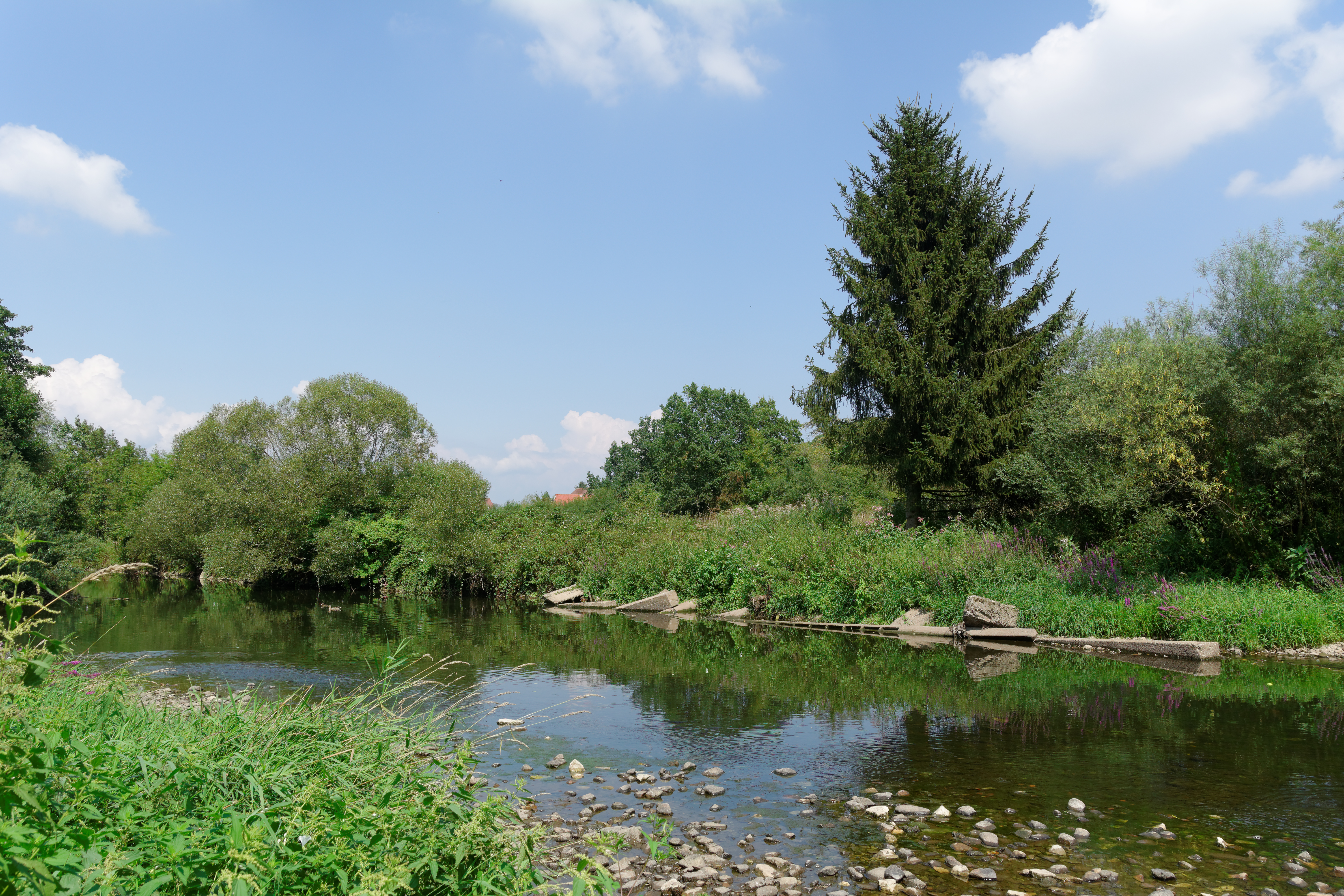
Die Savoureuse bei Danjoutin

Die Fläche des 5,65 km² großen Gemeindegebiets umfasst einen Abschnitt der leicht gewellten Landschaft im Bereich der Burgundischen Pforte (Trouée de Belfort). Der zentrale Teil des Gebietes wird in Nord-Süd-Richtung vom Tal der Savoureuse durchquert, die für die Entwässerung zum Allan sorgt. Der flache Talboden weist eine Breite von ungefähr einem Kilometer auf und liegt durchschnittlich auf 350 m. Er wird im Westen von der Anhöhe des Grand Bois (380 m) flankiert, wobei der Gemeindeboden bis in die Talebene der Douce (rechter Zufluss der Savoureuse) reicht.
Östlich der Savoureuse erstreckt sich das Gemeindeareal in die weite Mulde von Danjoutin, die im Osten von einem flachen Sattel begrenzt wird, der zum Plateau von Vézelois überleitet. Im Süden wird diese Mulde von den Waldhöhen des Bosmont (402 m) und des Bois de la Brosse (414 m), im Norden vom Hügel des Fort des Basses-Perches gesäumt, auf dem mit 427 m die höchste Erhebung von Danjoutin erreicht wird.
Nachbargemeinden von Danjoutin sind Belfort und Pérouse im Norden, Vézelois im Osten, Meroux-Moval im Südosten, Andelnans im Süden sowie Bavilliers im Westen.

## Geschichte
Verschiedene Funde weisen darauf hin, dass das Gemeindegebiet von Danjoutin bereits in gallorömischer Zeit besiedelt war und dass hier eine Villa existierte. Erstmals urkundlich erwähnt wird Danjoutin im Jahr 1170. Der Ortsname geht auf die lateinischen Bezeichnungen Dominus Justinus (Heiliger Justinus) oder domus Justini (Haus des Justinus) zurück. Danjoutin war zu dieser Zeit Hauptort einer Meierei, die der Propstei Belfort angehörte. Zunächst im Einflussbereich der Herren von Montbéliard stehend, gelangte Danjoutin Mitte des 14. Jahrhunderts unter die Oberhoheit der Habsburger.
Während des Dreißigjährigen Krieges wurde Danjoutin 1636 von schwedischen Truppen verwüstet. Zusammen mit dem Sundgau kam das Dorf mit dem Westfälischen Frieden 1648 an die französische Krone. Seit 1793 gehörte Danjoutin zum Département Haut-Rhin, verblieb jedoch nach dem Deutsch-Französischen Krieg 1871 als Teil des arrondissement subsistant du Haut-Rhin im Gegensatz zum restlichen Elsass bei Frankreich. An das französische Eisenbahnnetz wurde Danjoutin 1858 angeschlossen, als die Linie von Belfort nach Mülhausen eröffnet wurde.
Am 7. und 8. Januar 1871 tobten in Danjoutin erbitterte Straßen- und Häuserkämpfe zwischen französischen Truppen und preußischer Landwehr-Infanterie, wobei das Dorf erneut teilweise zerstört wurde. Im Anschluss daran wurde 1875 mit dem Bau des Fort des Basses-Perches begonnen, das einen Teil des Befestigungsringes um Belfort bildete. Schon im Verlauf der zweiten Hälfte des 19. Jahrhunderts siedelte sich im Talboden der Savoureuse Industrie an. Lange Zeit spielten die Textilindustrie und eine Kabelfabrik eine wichtige Rolle. Danjoutin wurde auch während des Zweiten Weltkrieges bei Bombardierungen 1944 stark in Mitleidenschaft gezogen. 1967 wurde das Gebiet um Danjoutin vom Kanton Belfort abgetrennt und das Dorf zum Hauptort des gleichnamigen Kantons erhoben. Seit 1973 war Danjoutin Teil der Agglomeration Belfort, aus der 1999 der Gemeindeverband Agglomération Belfortaine entstand, der wiederum 2017 in die Communauté d’agglomération Grand Belfort aufging. Bis 2015 war Danjoutin namensgebender Hauptort des in diesem Jahr aufgelösten Kantons Danjoutin.

## Bevölkerung
| Jahr      | 1901 | 1954 | 1962 | 1968 | 1975 | 1982 | 1990 | 1999 | 2007 |
| Einwohner | 2312 | 2811 | 3317 | 3520 | 3695 | 3451 | 3103 | 3383 | 3572 |

Mit 3531 Einwohnern (1. Januar 2022) gehört Danjoutin zu den mittelgroßen Gemeinden des Département Territoire de Belfort. Nachdem die Einwohnerzahl in der ersten Hälfte des 20. Jahrhunderts meist im Bereich zwischen 2300 und 3000 Personen gelegen hatte, wurde von 1950 bis 1970 ein deutliches Bevölkerungswachstum verzeichnet. Mit ungefähr 3700 Einwohnern wurde Mitte der 1970er Jahre der bisherige Höchststand erreicht. Die Wirtschaftskrise und die Restrukturation der Industrie im Gebiet von Belfort und Montbéliard in der Zeit von 1975 bis 1990 führten dazu, dass viele Arbeiter und Familien wegzogen. Demzufolge wurde bis 1990 ein Bevölkerungsrückgang von 16 % verzeichnet. Seither erfolgte erneut eine Bevölkerungszunahme. Heute ist das Siedlungsgebiet von Danjoutin mit denjenigen von Belfort, Bavilliers und Andelnans beinahe lückenlos zusammengewachsen.

## Sehenswürdigkeiten
Die Kirche Saint-Just wurde ab 1771 im gotisch-historisierenden Stil erbaut und im 20. Jahrhundert vergrößert. Sie besitzt eine reiche Ausstattung, darunter den Hauptaltar aus dem 18. Jahrhundert sowie vier bedeutende Holzfiguren aus dem 17. und 18. Jahrhundert: die Heilige Jungfrau mit Kind, Saint-Tiburce, Saint-Arbogaste und den Kirchenpatron Saint-Just.
Zu den weiteren Sehenswürdigkeiten zählen der Brunnen Saint-Tiburce, das Bronzedenkmal von Emile-Louis Heck (1922) und das Fort des Basses-Perches (1875).

Kirche Saint-Just
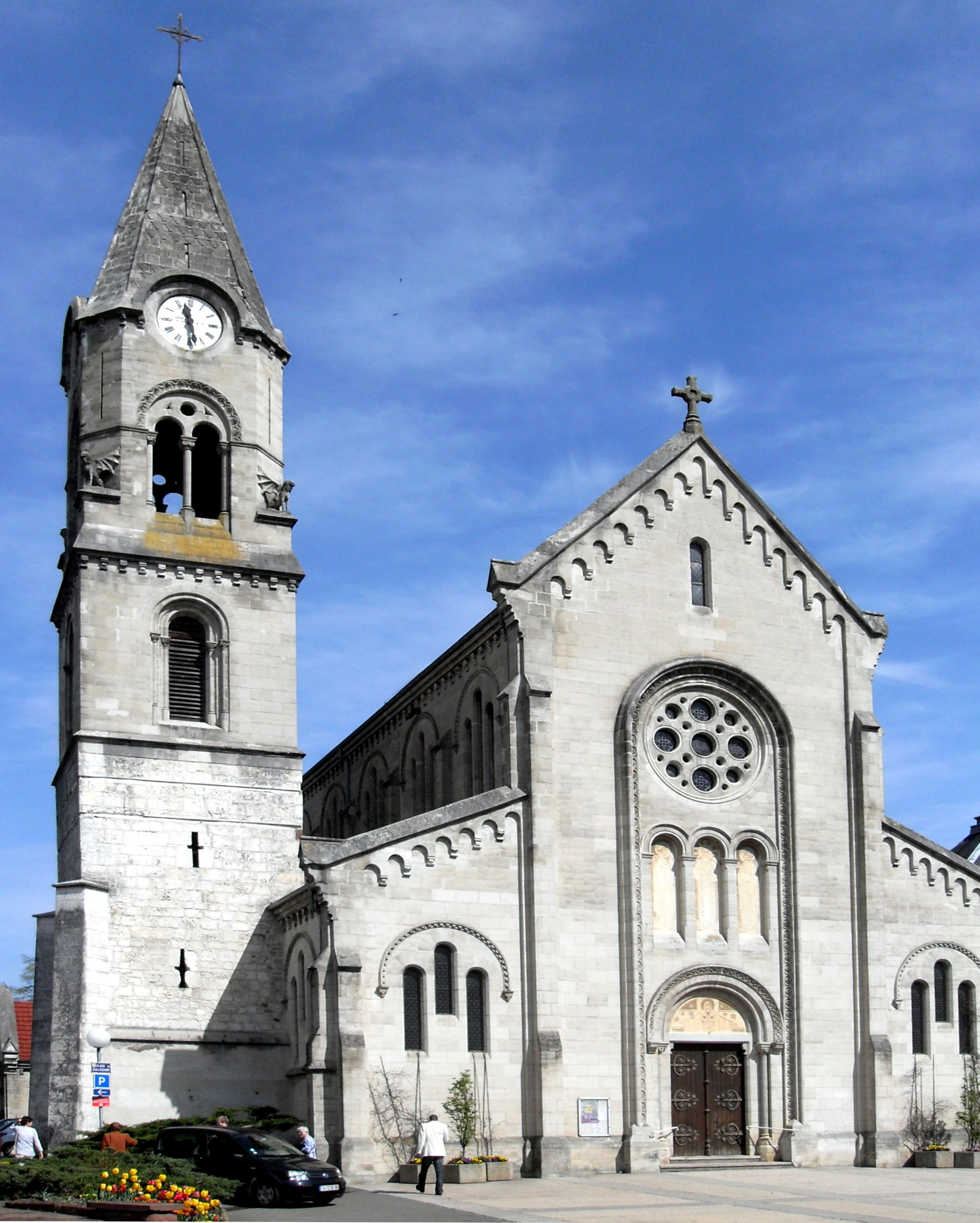
Südseite
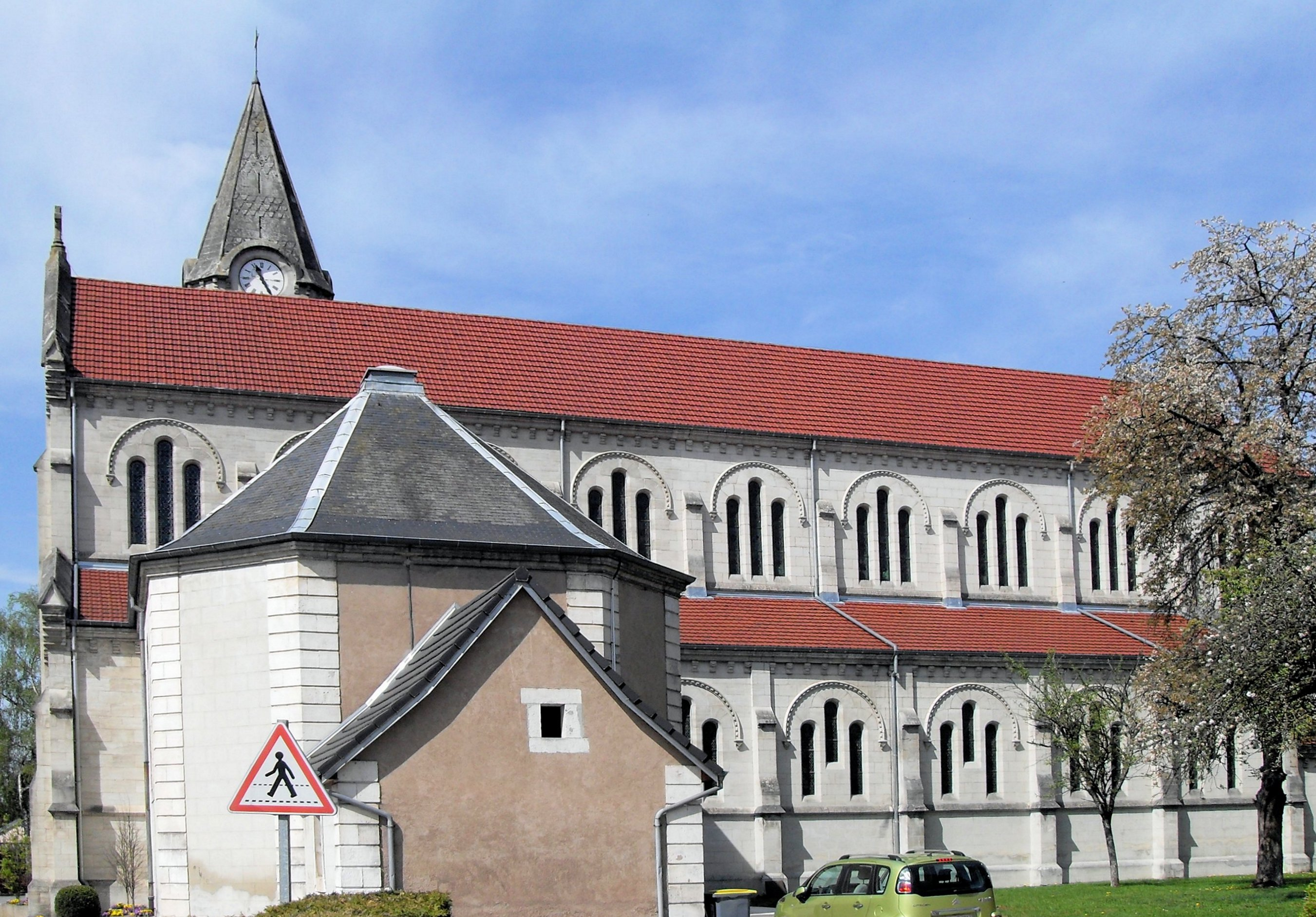
Ostseite

## Wirtschaft und Infrastruktur

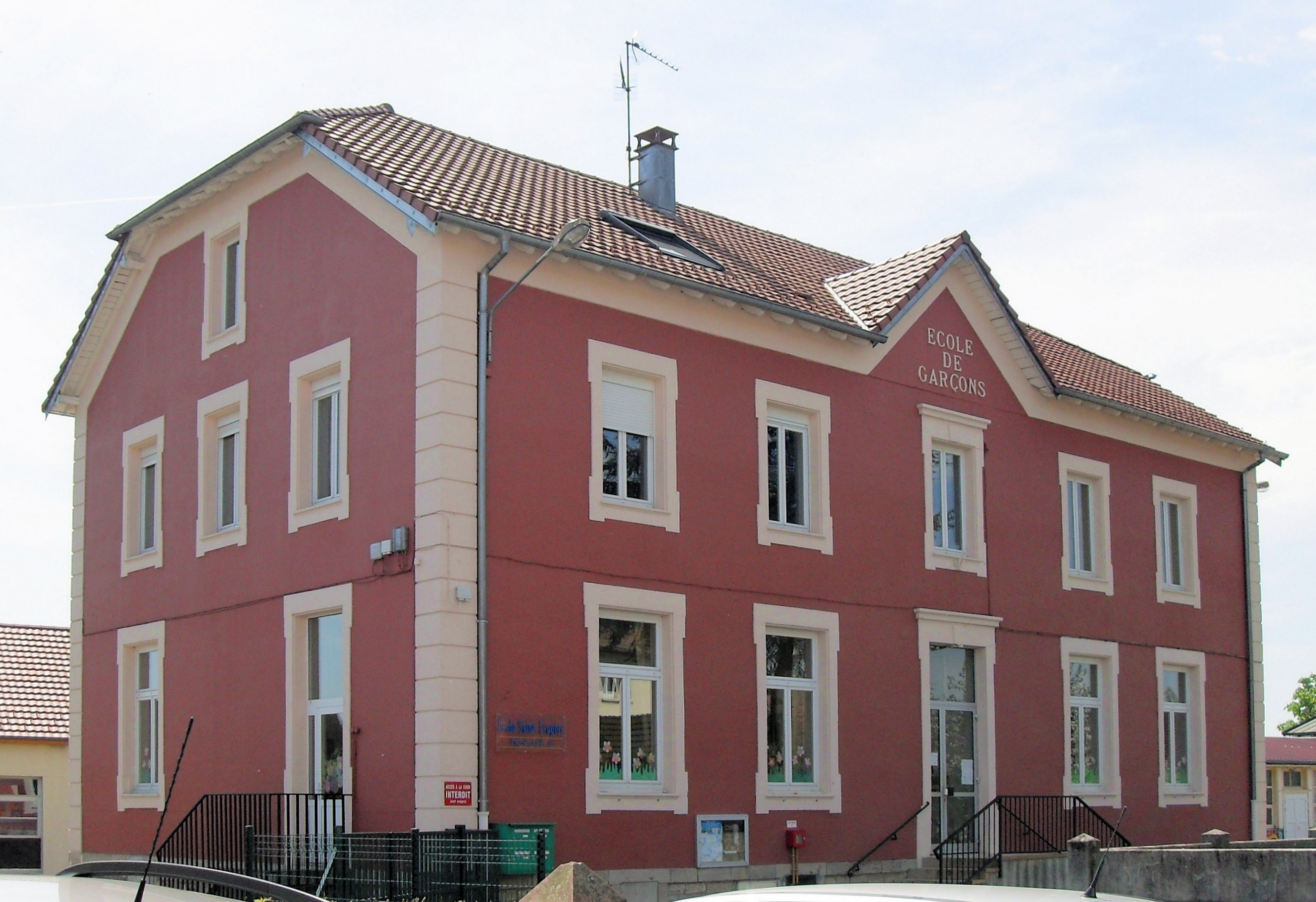
Öffentliche Grundschule „Saint Exupéry“

Seit Mitte des 19. Jahrhunderts entwickelte sich Danjoutin zu einer industriell geprägten Gemeinde. Heute sind in der Gemeinde zahlreiche Betriebe des Klein- und Mittelgewerbes ansässig, wobei metallverarbeitende Industrie, die Textil-, chemische und Automobilzubehörindustrie, die Kunststoffverarbeitung und das Baugewerbe die bedeutendsten Branchen bilden. Ferner gibt es viele Geschäfte des Einzelhandels für den täglichen Bedarf. Viele Erwerbstätige sind auch Wegpendler, die in den anderen Gemeinden der Agglomerationen Belfort und Montbéliard ihrer Arbeit nachgehen. Danjoutin ist Standort eines Collège und eines Spitals.
Die Ortschaft ist verkehrstechnisch sehr gut erschlossen. Sie liegt an der Hauptstraße, die von Belfort nach Montbéliard führt. Der nächste Anschluss an die Autobahn A36, welche 1972 erbaut wurde und das Gemeindegebiet durchquert, befindet sich in einer Entfernung von ungefähr einem Kilometer. Mit Belfort ist Danjoutin durch eine Buslinie verbunden. Der Hauptbahnhof von Belfort an der Strecke von Mülhausen nach Montbéliard beziehungsweise nach Vesoul und Paris ist leicht zu erreichen. Zudem verfügt Danjoutin seit Dezember 2018 über eine Station an der reaktivierten Bahnstrecke Belfort–Delle.

## Gemeindepartnerschaften
Seit dem 10. Juni 1989 pflegt Danjoutin eine Gemeindepartnerschaft mit der deutschen Gemeinde Leinzell im Bundesland Baden-Württemberg.